# Palazzo Ferrini Amati
Palazzo Ferrini Amati è un edificio situato nel centro storico di Arcidosso, in via San Niccolò.

## Storia
Il palazzo sorge all'interno del nucleo medievale di Arcidosso, entro il perimetro murario, e conserva un impianto trecentesco. L'edificio venne interessato da una complessiva trasformazione nel corso del XVI secolo, che gli conferì l'aspetto di palazzo gentilizio. Si presume qui avesse dimora lo scultore e intagliatore Pietro Amati, capostipite di una famiglia di artisti che ha legato il proprio nome alle chiese del monte Amiata.

## Descrizione
L'impianto medievale del palazzo è testimoniato da un portale ad arco a tutto sesto che si apre sul prospetto laterale che dà sul vicolo delle Scalette, recante un architrave decorata a girali d'acanto.
Sulla facciata principale, delimitata da bugnato angolare, si trova il portale bugnato ad arco, con trabeazione superiore a triglifi e metope ed uno stemma gentilizio con albero e serpente. Tra il piano terreno e il piano superiore si trova una cornice marcadavanzale modanata, sulla quale vi sono allineate cinque finestre rettangolari. Su una cornice trabeata della finestra al centro è incisa l'iscrizione: «Pietro Amati MDCXX».